# Hemioedema
Hemioedema is een geslacht van zeekomkommers uit de familie Cucumariidae.

## Soorten
- Hemioedema albofusca Cherbonnier, 1958
- Hemioedema goreensis Cherbonnier, 1949
- Hemioedema gruveli Hérouard, 1929
- Hemioedema multipodia Cherbonnier, 1973
- Hemioedema spectabilis (Ludwig, 1883)